# 香罗甸长官司
香罗甸长官司，明朝时设置的长官司。
治所在今四川省木里藏族自治县西北。清朝时，废。